# Chigny (Zwitserland)
Chigny is een gemeente en plaats in het Zwitserse kanton Vaud, en maakt deel uit van het district Morges.
Chigny telt 259 inwoners.